# Experiment (pořad)
Experiment je série pořadů České televize, jejíž jednotlivé díly ukazují, jaké to je, je-li člověk něčím odlišný (svým vzhledem, sexuální orientací apod.). Český Experiment je založen na modelu cyklu pořadů, který původně začala vysílat novozélandská televizní stanice TVNZ a později i televize v dalších zemích světa.

## Formát pořadu
Během pokusu je člověk (často veřejně známá osobnost – herec, zpěvák, moderátor atp.) postaven před různé (často praktické) problémy a skrytou kamerou je přitom natáčen jak průběh řešení této situace, tak reakce ostatních lidí na jeho počínání. V každém díle je navíc přítomen tzv. mentor, tedy osoba, která situaci, jíž se pořad věnuje, z vlastní zkušenosti zná. Pořad se tak zaměřuje na předsudky a stereotypy ostatních lidí vůči lidem odlišným a zároveň se snaží přijít na důvody těchto postojů.

## Seznam dílů
| Pořadí | Název                         | Téma                                                                   | Režie               | Průvodce dílem | Osobnost                       | Mentor                      | Premiéra        |
| ------ | ----------------------------- | ---------------------------------------------------------------------- | ------------------- | -------------- | ------------------------------ | --------------------------- | --------------- |
| 1      | Život na kolečkách            | život na invalidním vozíku                                             | Pavel Bureš         | Aleš Cibulka   | Václav Jakúbek                 | Jan Potměšil                | 3. ledna 2009   |
| 2      | Oči kameramana ve tmě         | slepota                                                                | Pavel Bureš         | Aleš Cibulka   | F. A. Brabec                   | Rudolf Kosina               | 10. ledna 2009  |
| 3      | Já nic, já muzikant           | život pouličních muzikantů                                             | Tibor Szilvási      | Aleš Cibulka   | Pavel Šporcl                   | Vít Hršel                   | 17. ledna 2009  |
| 4      | XXL                           | život obézních                                                         | Vlasta Urban        | Aleš Cibulka   | Regina Uharčeková              | Tomáš Černý                 | 24. ledna 2009  |
| 5      | Zvláštní znamení              | život s popáleným obličejem                                            | Pavel Bureš         | Richard Samko  | Kateřina Pospíšilová           | Helena Povejšilová          | 31. ledna 2009  |
| 6      | V jiném světě                 | život v psychiatrické léčebně a život pacienta léčebny mimo její areál | Pavel Bureš         | Aleš Cibulka   | Tereza Nvotová                 | Michaela Štochlová          | 7. února 2009   |
| 7      | 4%                            | život homosexuála                                                      | Pavel Bureš         | Richard Samko  | Jakub Kaloč                    | Tomáš Kubík                 | 14. února 2009  |
| 8      | Na svobodě                    | život čerstvě propuštěného vězně                                       | Pavel Bureš         | Richard Samko  | Jan Révai                      | Jaroslav Vilda              | 21. února 2009  |
| 9      | Svět ticha                    | život hluchých                                                         | Tibor Szilvási      | Richard Samko  | Lenka Dusilová                 | Michaela Weinerová          | 28. února 2009  |
| 10     | Řekni to jinak                | balbutikové                                                            | Jiří Pokorný        | Zdeněk Eška    | Daniela Drtinová               | Petra Drahošová             | 7. března 2009  |
| 11     | Chudý bohatý                  | život s penězi a bez nich                                              | Veronika Stehlíková | Zdeněk Eška    | Dana Zemanová Ladislav Zrna    | Ladislav Zrna Dana Zemanová | 14. března 2009 |
| 12     | Démon a já                    | závislost na alkoholu                                                  | Alena Derzsiová     | Zdeněk Eška    | Vilém Čok                      | Josef Beránek               | 21. března 2009 |
| 13     | Znovuzrození                  | život po cévní mozkové příhodě                                         | Jiří Pokorný        | Václav Žmolík  | Šárka Ullrichová               | Marie Durchánková           | 28. března 2009 |
| 14     | Běh času                      | život důchodců                                                         | Jiří Pokorný        | Vlasta Korec   | Aleš Háma                      | Jaroslav Veber              | 4. dubna 2009   |
| 15     | Já, muslimka                  | život muslimů v Česku                                                  | Veronika Stehlíková | Zdeněk Eška    | Radka Fišarová                 | Alena „Amina“ Mnasria       | 11. dubna 2009  |
| 16     | Máma v nesnázích              | výchova dítěte s Downovým syndromem                                    | Alena Derzsiová     | Aleš Cibulka   | Jitka Asterová                 | Ilona Borošová              | 18. dubna 2009  |
| 17     | Ve squattu                    | život squattera                                                        | Filip Menzel        | Václav Žmolík  | Roman Vojtek                   | Martin Nechuta              | 25. dubna 2009  |
| 18     | Dva v jednom                  | život transsexuála                                                     | Jiří Pokorný        | Zdeněk Eška    | Václav Faltus                  | Jaroslava Brokešová         | 2. května 2009  |
| 19     | Jsem na to sama!              | život rozvedené matky se čtyřmi dětmi                                  | Jiří Pokorný        | Zdeněk Eška    | Petr Jablonský                 | Monika Dudyová              | 9. května 2009  |
| 20     | Nerovný pár                   | soužití mladého muže s o 30 let starší partnerkou                      | Pavel Bureš         | Zdeněk Eška    | Irena Muzikářová Martin Večeřa | Světlana Nálepková          | 16. května 2009 |
| 21     | Nikde doma                    | život ukrajinských námezdních dělníků v ČR                             | Jiří Pokorný        | Vlasta Korec   | Martin Kavan                   | Vadim Mironuk               | 23. května 2009 |
| 22     | Jednou rukou                  | život po amputaci ruky                                                 | Veronika Stehlíková | Vlasta Korec   | Vojtěch Vlk                    | Petr Kocman                 | 30. května 2009 |
| 23     | Mají to muži v životě snazší? | upřednostňování mužů na úkor žen                                       | Jiří Pokorný        | Zdeněk Eška    | Hana Dvorská                   | Jiřina Šiklová              | 6. června 2006  |
| 24     | S kůží na trh                 | život s lupénkou                                                       | Veronika Stehlíková | Aleš Cibulka   | Ladislav Frej                  | Otakar Jeřicha              | 13. června 2009 |
| 25     | Věčná cesta                   | život Romů                                                             | Pavel Bureš         | Aleš Cibulka   | Michal Kavalčík                | Jan Josef Horváth           | 20. června 2009 |
| 26     | Ticho ve tmě                  | ztráta zraku i sluchu                                                  | Veronika Stehlíková | Aleš Cibulka   | Pavel Soukup                   | Jan Jakeš                   | 27. června 2009 |